# كازوما إيريهنا
كازوما إيريهنا (باليابانية: 入船 和真) (15 نوفمبر 1986 في ميازاكي في اليابان – )؛ هو لاعب كرة قدم ياباني سابق كان يلعب كمدافع.

## وصلات خارجية
- كازوما إيريهنا على موقع رابطة كرة القدم اليابانية للمحترفين (اليابانية)
- كازوما إيريهنا على موقع قاعدة بيانات كرة القدم.إي يو (الإنجليزية)